# ISO 3166-2
ISO 3166-2 — друга частина стандарту ISO 3166, виданого та опублікованого Міжнародною організацією зі стандартизації (англ. International Organization for Standardization, ISO). Це система геокодів за географічними ознаками створена задля кодування назв основних одиниць першого або першого та другого рівнів адміністративно-територіального поділу території всіх країн та незалежних регіонів. Вперше стандарт був опублікований у 1998 році.

## Загальні відомості
Мета стандарту ISO 3166-2 полягає у встановленні міжнародного стандарту коротких і унікальних алфавітно-цифрових географічних кодів, для представлення відповідних одиниць адміністративно-територіального поділу усіх країн у зручнішій і менш неоднозначній формі ніж їх повні назви. Кожен код по ISO 3166-2 складається з двох частин, розділених дефісом:
- перша частина геокоду представлена доменом-кодом держави за стандартом ISO 3166-1 Alpha2;
- друга частина — одно-, двох- або трьохсимвольний код, в якому використовуються як букви так і цифри.

Як правило буквений код утворений співзвучно абревіатурою англомовних назв одиниць адміністративно-територіального поділу території держави, регіону, району, області, провінції, графства, міста, частини міста і т. ін.
Геокоди стандарту ISO 3166-2 створені на підставі вихідних даних національних органів статистики, географії, стандартизації та інших органів, організацій повноважних представляти вихідні дані адміністративно-територіального поділу території держави.

## Геокоди держав
- Білорусь — ISO 3166-2:BY
- Болгарія — ISO 3166-2:BG
- Грузія — ISO 3166-2:GE
- Молдова — ISO 3166-2:MD
- Польща — ISO 3166-2:PL
- Португалія — ISO 3166-2:PT
- Росія — ISO 3166-2:RU
- Румунія — ISO 3166-2:RO
- Словаччина — ISO 3166-2:SK
- Туреччина — ISO 3166-2:TR
- Україна — ISO 3166-2:UA
- Угорщина — ISO 3166-2:HU